# Piyasilis I de Karkemish
Piyasilis en hitita, també conegut com Sarri-Kusuh en hurrita, era fill del rei hitita Subiluliuma I. Va viure cap a la segona meitat del segle xiv aC, i era rei de Carquemix.
Subiluliuma va conquerir Kargamis (Carquemix) després de vuit dies de setge, i va entrar a la ciutat i fins i tot va fer ofrenes a la deessa tutelar de la ciutat i a una altra deessa local, probablement Kubaba. Va saquejar la ciutat i es van fer 3300 presoners. Després va reunificar la terra de Kargamis i la ciutat de Kargamis sota una jurisdicció única i va donar el tron de Kargamis al seu fill Piyasilis cap a l'any 1330 aC.
Va ser rei fins a la seva mort probablement després del 1300 aC.